# Torres del Río
Torres del Río é um município da Espanha na província e comunidade foral (autónoma) de Navarra. Tem 12,39 km² de área e em 2021 tinha 122 habitantes (densidade: 9,8 hab./km²).

## Demografia
| Variação demográfica do município entre 1991 e 2004 | Variação demográfica do município entre 1991 e 2004 | Variação demográfica do município entre 1991 e 2004 | Variação demográfica do município entre 1991 e 2004 |
| --------------------------------------------------- | --------------------------------------------------- | --------------------------------------------------- | --------------------------------------------------- |
| 1991                                                | 1996                                                | 2001                                                | 2004                                                |
| 224                                                 | 198                                                 | 172                                                 | 169                                                 |